# Yaani King
Yaani King (* 10. August 1981 in New York City, New York) ist eine US-amerikanische Schauspielerin.

## Leben und Leistungen
King ist eine Tochter einer Polizistin, die zeitweise als Schauspielerin tätig war. Sie wuchs in Queens auf. King wurde als Teenager an der High School of Performing Arts at Lincoln Center unterrichtet. Im Alter von 17 Jahren debütierte sie als Schauspielerin im Off-Broadway-Theaterstück The Alchemist.
Im Thriller In the Cut (2003) war King an der Seite von Jennifer Jason Leigh und Meg Ryan zu sehen. Im Filmdrama God's Forgotten House (2005), welches im Jahr 2007 mit dem kalifornischen Award of Excellence ausgezeichnet wurde, übernahm sie eine der größeren Rollen. Eine größere Rolle spielte sie ebenfalls in der Fantasykomödie For Heaven's Sake (2006). Im Filmdrama Gospel Hill (2008) trat sie neben Giancarlo Esposito und Danny Glover auf.

## Filmografie (Auswahl)
- 2002: Law & Order (Fernsehserie, Folge 12x15)
- 2003: In the Cut
- 2003: Sex and the City (Fernsehserie, Folge 6x04)
- 2004: Der Prinz & ich (The Prince & Me)
- 2005: God's Forgotten House
- 2006: For Heaven's Sake
- 2007: CSI: Den Tätern auf der Spur (CSI: Crime Scene Investigation, Fernsehserie, Folge 7x17)
- 2007: Criminal Minds (Fernsehserie, Folge 2x16)
- 2008: Gospel Hill
- 2008: Numb3rs – Die Logik des Verbrechens (Numb3rs, Fernsehserie, Folgen 4x15–16)
- 2009–2010: Saving Grace (Fernsehserie, 19 Folgen)
- 2009: Ghost Whisperer – Stimmen aus dem Jenseits (Ghost Whisperer, Fernsehserie, Folge 5x10)
- 2012: Vegas (Fernsehserie, Folge 1x04)
- 2013: Major Crimes (Fernsehserie, Folge 2x16)
- 2013: Cavemen – Singles wie wir (Cavemen)
- 2013: Mad Men (Fernsehserie, Folgen 6x03,05)
- 2014: Extant (Fernsehserie, Folge 1x02)
- 2015: Blood & Oil (Fernsehserie, 6 Folgen)
- 2015: Navy CIS (NCIS, Fernsehserie, Folge 12x18)
- 2016: The Magicians (Fernsehserie, Folge 1x09)
- 2020: Bad Hair

## Sonstige (Auswahl)
- 2014: The Last Of Us: Left Behind (Videospiel, Stimme von Riley Abel)